# «Миннесота Тимбервулвз» в сезоне 2011/2012
Сезон 2011-12 для Миннесоты Тимбервулвз стал 23-м сезоном в истории выступлений клуба в чемпионате НБА. Сезон стал первым для нового главного тренера Рика Адельмана и был укороченным из-за локаута. Команда закончила сезон с результатом 26 побед и 40 поражений (.394), заняла 5-е место в Северо-Западном дивизионе и 12-е в Западной конференции. В сезоне удачно дебютировал Рики Рубио, выбранный на драфте 2009 года, он же был претендентом на звание Новичок года НБА, однако в игре против «Лос-Анджелес Лейкерс» он столкнулся с Коби Брайантом и получил серьёзную травму, после которой Рубио был вынужден завершить сезон.

## Важные даты
- 23 июня 2011 года в Пруденшал-центре (Ньюкарк, Нью-Джерси) прошёл Драфт НБА 2011 года. «Миннесота», имевшая худшее соотношение побед/поражений (17-65) и самый большой шанс выиграть лотерею, выиграла право второго выбора.
- 26 декабря 2011 года команда стартовала в розыгрыше регулярного чемпионата, на домашней площадке Таргет-центр «волки» проиграли «Оклахоме» со счётом 100-104.

## Драфт
| Раунд | Выбор | Игрок                                                                  | Позиция                          | Национальность | Колледж/Страна        |
| ----- | ----- | ---------------------------------------------------------------------- | -------------------------------- | -------------- | --------------------- |
| 1     | 2     | Деррик Уильямс                                                         | Лёгкий форвард / Тяжёлый форвард | США            | Аризона               |
| 1     | 20    | Донатас Мотеюнас (продан в «Хьюстон Рокетс»)                           | Тяжёлый форвард / Центровой      | Литва          | Литва                 |
| 1     | 23    | Никола Миротич (от «Хьюстон Рокетс», продан в «Чикаго Буллз»)          | Тяжёлый форвард                  | Испания        | Испания               |
| 1     | 28    | Норрис Коул (от «Чикаго Буллз», продан в «Майами Хит»)                 | Разыгрывающий защитник           | США            | Университет Кливленда |
| 2     | 31    | Боян Богданович (от «Майами Хит», продан в «Нью-Джерси Нетс»)          | Лёгкий форвард                   | Хорватия       | Хорватия              |
| 2     | 38    | Чендлер Парсонс (продан в «Хьюстон Рокетс» за денежное вознаграждение) | Лёгкий форвард                   | США            | Флорида               |
| 2     | 43    | Малкольм Ли (от «Чикаго Буллз»)                                        | Атакующий защитник               | США            | UCLA                  |
| 2     | 57    | Тангуй Нгомбо (от «Портленд Трэйл Блэйзерс»)                           | Лёгкий форвард                   | Катар          | Катар                 |

## Предсезонная подготовка
Из-за переговоров по локауту 2011 года планировавшаяся клубами предсезонная подготовка была свёрнута и состояла всего из двух матчей.

## Регулярный чемпионат
| Северо-западный дивизион | В  | П  | %П   | Отст. | Дома  | В гостях | Див  | И  |
| ------------------------ | -- | -- | ---- | ----- | ----- | -------- | ---- | -- |
| Оклахома-Сити Тандер     | 47 | 19 | .712 | 0.0   | 26–7  | 21–12    | 10–3 | 66 |
| Денвер Наггетс           | 38 | 28 | .576 | 9.0   | 20–13 | 18–15    | 6–7  | 66 |
| Юта Джаз                 | 36 | 20 | .643 | 6.0   | 25–8  | 11–12    | 9–4  | 56 |
| Портленд Трэйл Блэйзерс  | 28 | 38 | .424 | 19.0  | 20–13 | 8–25     | 4–10 | 66 |
| Миннесота Тимбервулвз    | 26 | 40 | .394 | 21.0  | 13–20 | 13–20    | 4–9  | 66 |

| Западная конференция | Западная конференция    | Западная конференция | Западная конференция | Западная конференция | Западная конференция | Западная конференция |
| №                    | Команда                 | В                    | П                    | %П                   | Отст.                | И                    |
| -------------------- | ----------------------- | -------------------- | -------------------- | -------------------- | -------------------- | -------------------- |
| 1                    | Сан-Антонио Спёрс *     | 50                   | 16                   | .758                 | –                    | 66                   |
| 2                    | Оклахома-Сити Тандер *  | 47                   | 19                   | .712                 | 3.0                  | 66                   |
| 3                    | Лос-Анджелес Лейкерс *  | 41                   | 25                   | .621                 | 9.0                  | 66                   |
| 4                    | Мемфис Гриззлис         | 41                   | 25                   | .621                 | 9.0                  | 66                   |
| 5                    | Лос-Анджелес Клипперс   | 40                   | 26                   | .606                 | 10.0                 | 66                   |
| 6                    | Денвер Наггетс          | 38                   | 28                   | .576                 | 12.0                 | 66                   |
| 7                    | Даллас Маверикс         | 36                   | 30                   | .545                 | 14.0                 | 66                   |
| 8                    | Юта Джаз                | 36                   | 20                   | .643                 | 9.0                  | 56                   |
| 9                    | Хьюстон Рокетс          | 34                   | 32                   | .515                 | 16.0                 | 66                   |
| 10                   | Финикс Санз             | 33                   | 33                   | .500                 | 17.0                 | 66                   |
| 11                   | Портленд Трэйл Блэйзерс | 28                   | 38                   | .424                 | 22.0                 | 66                   |
| 12                   | Миннесота Тимбервулвз   | 26                   | 40                   | .394                 | 24.0                 | 66                   |
| 13                   | Голден Стэйт Уорриорз   | 23                   | 33                   | .411                 | 22.0                 | 56                   |
| 14                   | Сакраменто Кингз        | 22                   | 44                   | .333                 | 28.0                 | 66                   |
| 15                   | Нью-Орлеан Хорнетс      | 21                   | 45                   | .318                 | 29.0                 | 66                   |

## Статистика игроков
| Игрок           | GP | GS | MPG  | FG%  | 3P%    | FT%  | RPG  | APG | SPG | BPG | PPG  |
| Хосе Хуан Бареа | 41 | 11 | 25.2 | .400 | .371   | .776 | 2.8  | 5.7 | .5  | .0  | 11.3 |
| Майкл Бизли     | 47 | 7  | 23.1 | .445 | .376   | .642 | 4.4  | 1.0 | .4  | .4  | 11.5 |
| Уэйн Эллингтон  | 51 | 4  | 19.1 | .404 | .324   | .800 | 1.9  | .6  | .5  | .2  | 6.1  |
| Уэсли Джонсон   | 65 | 64 | 22.6 | .398 | .314   | .706 | 2.7  | .9  | .5  | .7  | 6.0  |
| Малкольм Ли     | 19 | 0  | 12.8 | .390 | .200   | .824 | 1.4  | 1.6 | .4  | .2  | 3.3  |
| Кевин Лав       | 55 | 55 | 39.0 | .448 | .372   | .824 | 13.3 | 2.0 | .9  | .5  | 26.0 |
| Дарко Миличич   | 29 | 23 | 16.3 | .454 | .000 ! | .432 | 3.3  | .6  | .3  | .9  | 4.6  |
| Брэд Миллер     | 15 | 1  | 9.7  | .333 | .467   | .833 | 1.3  | 1.6 | .3  | .1  | 2.3  |
| Никола Пекович  | 47 | 35 | 26.9 | .564 | .000 ! | .743 | 7.4  | .7  | .6  | .7  | 13.9 |
| Энтони Рэндольф | 34 | 5  | 15.2 | .470 | .000   | .762 | 3.6  | .6  | .4  | 1.0 | 7.4  |
| Люк Риднур      | 53 | 53 | 33.0 | .440 | .322   | .891 | 2.7  | 4.8 | 1.1 | .3  | 12.1 |
| Рики Рубио      | 41 | 31 | 34.2 | .357 | .340   | .803 | 4.2  | 8.2 | 2.2 | .2  | 10.6 |
| Энтони Толливер | 51 | 0  | 17.3 | .390 | .248   | .745 | 3.0  | .4  | .4  | .4  | 4.1  |
| Мартелл Уэбстер | 47 | 26 | 24.3 | .423 | .339   | .792 | 3.6  | .9  | .7  | .4  | 6.9  |
| Деррик Уильямс  | 66 | 15 | 21.5 | .412 | .268   | .697 | 4.7  | .6  | .5  | .5  | 8.8  |

## Награды и рекорды
- Рики Рубио один раз становился новичком месяца Западной конференции и вошёл в первую сборную новичков[3][4].
- Кевин Лав был включён во вторую сборную звёзд НБА[5].
- Кевин Лав набрал рекордные для клуба 51 очко во 2-м овертайме матча против «Оклахома-Сити Тандер» 23 марта 2012 года, однако его команда проиграла встречу[6].

### Матч всех звёзд
Кевин Лав второй раз принял участие в матче всех звёзд. Он победил в конкурсе трёхочковых бросков.
Рики Рубио и Деррик Уильямс принимали участие в матче восходящих звёзд НБА. Деррик Уильямс также участвовал в слэм-данк контесте.

## Травмы и дисквалификации
- Перед началом регулярного чемпионата операцию на левом колене перенёс Брэд Миллер[9], вернулся на площадку он лишь 29 января.[10]
- В декабре из-за повреждения мениска и последующей операции на два месяца из игры выбыл Малкольм Ли.[11]
- В декабре операцию на спину перенёс Мартелл Уэбстер,[12] а вернулся к тренировкам только в середине января.[13]
- 4 февраля в игре против «Хьюстон Рокетс» двухматчевую дисквалификацию получил Кевин Лав за то, что перешагнул через лежащего Луиса Сколу.[14]
- 9 марта в матче против «Лос-Анджелес Лейкерс» разрыв передних «крестов» получил Рики Рубио и пропустил остаток сезона.[1]

## Переходы
| Пришли : Через драфт - Деррик Уильямс - Малкольм Ли Покупки и обмены - Брэд Миллер - Роберт Вэйден В качестве свободных агентов : - Хосе Хуан Бареа | Ушли : Покупки и обмены - Джонни Флинн - Лазар Хэйуорд В качестве свободных агентов : - Себастьян Телфэр Отчислены : - Роберт Вэйден |

### Покупки и обмены
| 23 июня 2011    | В «Миннесоту»Брэд Миллер Права на драфт Николы Миротича Права на драфт Чендлера Парсонса Право на выбор в первом раунде в будущем | В ХьюстонДжонни Флинн Права на драфт Донатаса Мотеюнаса Право выбора во втором раунде драфта 2012 |
| 23 июня 2011    | В «Миннесоту»Права на драфт Норриса Коула Права на драфт Малкольм Ли Денежное вознаграждение                                      | В ЧикагоПрава на драфт Николы Миротича                                                            |
| 23 июня 2011    | В «Миннесоту»Права на драфт Бояна Богдановича Право выбора во втором раунде драфта 2014 Денежное вознаграждение                   | В «Майами»Права на драфт Норриса Коула                                                            |
| 23 июня 2011    | В «Миннесоту»Право выбора во втором раунде драфта 2013 Денежное вознаграждение                                                    | В «Нью-Джерси»Права на драфт Бояна Богдановича                                                    |
| 23 июня 2011    | В «Миннесоту»Денежное вознаграждение                                                                                              | В «Хьюстон»Права на драфт Чендлера Парсонса                                                       |
| 27 июня 2011    | В «Миннесоту»Права на драфт Тангуй Нгомбо                                                                                         | В «Портленд»Право выбора во втором раунде в будущем                                               |
| 13 декабря 2011 | В «Миннесоту»Роберт Вэйден Право выбора во втором раунде драфта 2012 Право выбора во втором раунде в будущем                      | В «Оклахому»Лазар Хэйуорд                                                                         |

### Свободные агенты
| Пришел :        | Пришел :        | Пришел :        |
| Игрок           | Дата подписания | Бывший клуб     |
| --------------- | --------------- | --------------- |
| Хосе Хуан Бареа | 14 декабря      | Даллас Маверикс |

| Ушел :           | Ушел :           | Ушел :      |
| Игрок            | Дата расторжения | Новый клуб  |
| ---------------- | ---------------- | ----------- |
| Себастьян Телфэр | 9 декабря        | Финикс Санз |